# 情緒障害
情緒障害（じょうちょしょうがい）は、情緒の現れ方が偏っていたり、その現れ方が激しかったりする状態を、自分の意志ではコントロールできないことが継続し、日常生活や社会生活に支障となる状態のこと。
2008年3月までは、学校教育法上は自閉症を包括していたが、同年4月より明確に分離されることになり、現在の「情緒障害」は、場面緘黙症などを中心とした障害としてとらえられている。この名残で、特別支援学級については、「自閉・情緒」として編成される場合がある。